# ラトビアの国章
ラトビアの国章（ラトビアのこくしょう）は、1918年11月18日のラトビア共和国の独立宣言の後に構成され、1921年6月16日に正式に採用された。この国章は独立国としての地位を示すために制定されたものであり、国民国家としての地位と歴史的な諸地域のシンボルを組み合わせたものである。
盾の上部の太陽はラトビアの国民国家としての地位を表している。この図案化された太陽は、第一次世界大戦中に編成されたロシア帝国陸軍のラトビア人ライフル部隊が、他の部隊とは異なる、ナショナル・アイデンティティを示すシンボルとして用いていたものである。当時の太陽の図は、17本の日射しが放射するように描かれており、それは当時のラトビア人居住地域にあった17地区を象徴していた。盾の上方に加えられる3つの星は、ヴィドゼメ、ラトガレ、クルゼメ＝ゼムガレ（クールラント＝セミガリア）という歴史的な3つの地方を、統一ラトビアに統合することを示している。
古くから独自の文化があった各地方は、それぞれ17世紀以前に遡る紋章がある。クルゼメ＝ゼムガレ（ラトビア西部）を象徴する赤いライオンは、1569年に当時のクールラント・ゼムガレン公国の紋章に登場している。ヴィドゼメとラトガレ（ラトビア東部）を象徴するのは、銀色のグリフォン（翼と鷲の頭を持った伝説上の生物）であり、この地域が1566年に、当時のリトアニア大公国の支配下に入ったときには、このシンボルが用いられていた。
ラトビアの国章は、ラトビアの画家ビルヘルムス・クルミンシュとリハルズ・ザリンシュがデザインしたものである。
ラトビアの国章の正式な使用法は、厳密に法で定められている。公的に用いられる国章には、大紋章、中紋章、小紋章の3つがある。
- 大紋章を用いるのは、大統領、議会（サエイマ）、首相、内閣、大臣、最高裁判所、検事総長、外交団である。
- 中紋章を用いるのは、議会事務局、大臣官房、大臣による直接・間接の監督下にある諸官庁である。
- 小紋章を用いるのは、その他の諸官庁、地方行政当局、教育機関が公文書を作成する場合である。

ロシア帝国時代クールラント県の紋章

リヴォニア県の紋章

ラトビア・ソビエト社会主義共和国の国章

ラトビア・ソビエト社会主義共和国としてソビエト連邦の一員であった時代には、この1918年の国章とは異なる国章が用いられていたが、1990年には元々のこの国章に戻された。

## 色指定
- 赤 - PANTONE 186 C
- 綠 - PANTONE 341 C
- 青 - PANTONE 286 C
- 金 - PANTONE 873 C / 131 C
- 銀 - PANTONE 877 C / Cool Gray 4 C
- 黒 - PANTONE Black C